# Квалификаторы типа
Квалификатор типа (англ. type qualifier) — одно из зарезервированных слов const, volatile или restrict в языках программирования семейства Си.

## Синтаксис
Квалификаторы типов используются в нескольких синтаксических контекстах:
- в составе последовательности спецификаторов объявления: применяются к объявляемому типу. Например:

```
const
 
int
 
*
p
;
  
/* const применяется к типу указываемого объекта */

```

- при определении указателя: применяются к соответствующему указательному типу. Например:

```
int
 
*
restrict
 
p
;
  
/* restrict применяется к типу указателя p */

```

- в объявлении функции-члена в Си++: применяются к соответствующему типу функции. Например:

```
class
 
C
  
{

public
:

    
int
 
f
()
 
const
;
  
/* const-квалифицированная функция-член */

};

```

## Семантика
Квалификаторы типа применяются к типам l-выражений (в Си и Си++) и r-выражений классовых типов (в Си++), влияя на семантику доступа к объектам, на которые ссылаются эти выражения:
- const-квалифицированный тип l-выражения, а также const-квалифицированные поля структур и объединений в Си и данные-члены классовых типов в Си++, являющихся типами l-выражений указывают на то, что такое l-выражение не является модифицируемым l-выражением, и значит объект, на который оно ссылается не может быть модифицирован через это l-выражение операциями инкремента, декремента, присваивания или вызовом не-const-квалифицированной функции-члена. Например:

```
void
 
f
(
const
 
int
 
*
p
)

{

    
*
p
 
=
 
0
;
  
/* ОШИБКА: *p является немодифицируемым l-выражением типа const int */

}

```

- квалификация (CV-квалификация) функций-членов в Си++ означает, что левая часть операции доступа к функции-члену в операции вызова функции-члена должна иметь (в случае доступа с помощью операции .) или указывать на (в случае доступа с помощью операции ->) объектный тип, имеющий не бо́льшую квалификацию. Например:

```
class
 
C
  
{

public
:

    
C
();

    
int
 
f
()
 
const
;

    
int
 
g
();

};

void
 
f
()

{

    
const
 
C
 
c
;

    
c
.
f
();
  
/* OK: квалификации c и C::f() совпадают */

    
c
.
g
();
  
/* ОШИБКА: квалификации c не достаточно для вызова C::g() */

}

```

- restrict-квалификация указателей в C99 означает, что указатели указывают на данные, которые не пересекаются в памяти (см. пересекающиеся объекты). Эта информация позволяет компилятору безопасно применять некоторые специальные виды оптимизаций. Например, прототипы стандартных функций memcpy и memmove, определенные в C99 отличаются:

```
#include
 
<string.h>

void
 
*
memcpy
(
void
 
*
 
restrict
 
s1
,
  
/* копируемые области не должны пересекаться */

    
const
 
void
 
*
 
restrict
 
s2
,
 
size_t
 
n
);

void
 
*
memmove
(
void
 
*
s1
,
  
/* копируемые области могут пересекаться */

  
const
 
void
 
*
s2
,
 
size_t
 
n
);

```

- ключевое слово volatile указывает на то, что объявленная таким образом переменная может измениться независимо от действий программы. Смысл использования квалификатора заключается в том, что компиляторы могут оптимизировать код, использующий переменную без учёта возможности её изменения в силу внешних условий.